# Automolus infuscatus
Az Automolus infuscatus a madarak (Aves) osztályának verébalakúak (Passeriformes) rendjébe és a fazekasmadár-félék (Furnariidae) családjába tartozó faja.

## Rendszerezése
A fajt Philip Lutley Sclater angol ornitológus írta le 1856-ban, az Anabates nembe Anabates infuscatus néven.

## Alfajai
- Automolus infuscatus badius Zimmer, 1935
- Automolus infuscatus cervicalis (P. L. Sclater, 1889)
- Automolus infuscatus infuscatus (P. L. Sclater, 1856)
- Automolus infuscatus purusianus Todd, 1948 )[2]

## Előfordulása
Dél-Amerikában, Bolívia, Brazília, Kolumbia, Ecuador, Francia Guyana, Guyana, Peru, Suriname és Venezuela területén honos.
Természetes élőhelye a szubtrópusi és trópusi síkvidéki esőerdők, valamint mocsári erdők. Állandó, nem vonuló faj.

## Megjelenése
Testhossza 19 centiméter, testtömege 28-42 gramm.

## Természetvédelmi helyzete
Az elterjedési területe rendkívül nagy, egyedszáma ugyan csökken, de még nem éri el a kritikus szintet. A Természetvédelmi Világszövetség Vörös listáján nem fenyegetett fajként szerepel.